# Vũ Thanh Chương
Vũ Thanh Chương (sinh năm 1968 tại Thái Bình) là một Sĩ quan của lực lượng Công an nhân dân Việt Nam với cấp bậc hàm Thiếu tướng .Ông hiện giữ chức vụ Ủy viên Ban thường vụ Thành ủy, Bí thư Đảng ủy, Giám đốc Công an thành phố Hải Phòng, ông nguyên là Giám đốc Công an tỉnh Hải Dương.

## Sự nghiệp
Vũ Thanh Chương sinh năm 1968, quê quán tại huyện Thái Thụy, tỉnh Thái Bình.
Vũ Thanh Chương là đảng viên Đảng Cộng sản Việt Nam.
Ngày 3 tháng 7 năm 2015, Vũ Thanh Chương được trao quyết định của Bộ trưởng Bộ Công an Trần Đại Quang bổ nhiệm giữ chức vụ Phó Giám đốc Công an thành phố Hải Phòng. Lúc này ông đang mang quân hàm Đại tá, giữ chức vụ Trưởng Công an quận Dương Kinh, thành phố Hải Phòng.
Kể từ ngày 1 tháng 7 năm 2018, Đại tá Vũ Thanh Chương, Phó Giám đốc Công an thành phố Hải Phòng được bổ nhiệm giữ chức vụ Giám đốc Công an tỉnh Hải Dương thay cho Đại tá Bùi Ngọc Phi nghỉ hưu theo Quyết định số 3368/QĐ-BCA ngày 28/6/2018 của Bộ trưởng Bộ Công an Tô Lâm.
Kể từ ngày 1 tháng 10 năm 2019, Đại tá Vũ Thanh Chương, Giám đốc Công an tỉnh Hải Dương được Bộ trưởng Bộ Công an Việt Nam Tô Lâm điều động đến công tác và giữ chức vụ Giám đốc Công an thành phố Hải Phòng. Vũ Thanh Chương thay thế vị trí Đại tá Lê Ngọc Châu, nguyên Phó Tư lệnh Bộ Tư lệnh Cảnh sát Cơ động Việt Nam, được bổ nhiệm làm giám đốc Công an thành phố Hải Phòng trong một thời gian ngắn (6 tháng từ tháng 3 năm 2019) sau khi tướng Đỗ Hữu Ca nghỉ hưu.
Ngày 26 tháng 12 năm 2019, Chủ tịch nước Nguyễn Phú Trọng kí Quyết định số 2365/QĐ-CTN thăng cấp hàm từ Đại tá lên Thiếu tướng đối với đại tá Vũ Thanh Chương, Giám đốc Công an thành phố Hải Phòng, quyết định có hiệu lực kể từ ngày kí.. Lúc này ông còn là Ủy viên Ban Thường vụ Thành ủy Hải Phòng, Bí thư Đảng ủy Công an thành phố Hải Phòng.

## Lịch sử thụ phong cấp bậc hàm
| Năm thụ phong | –      | 2019        |
| ------------- | ------ | ----------- |
| Quân hàm      |        |             |
| Cấp bậc       | Đại tá | Thiếu tướng |